# پیتر تیلور (بازیکن فوتبال، زاده ۱۹۵۳)
 پیتر تیلور  (به انگلیسی: Peter Taylor) (زاده ۳ ژانویه ۱۹۵۳ - راچفورد) بازیکن سابق و مربی فوتبال اهل انگلستان است. وی سابقه عضویت در باشگاه کریستال پالاس و تاتنهام و مربی‌گری در تیم ملی فوتبال انگلستان را دارد.